# Nyésta
Nyésta là một thị trấn thuộc hạt Borsod-Abaúj-Zemplén, Hungary. Thị trấn này có diện tích 6,93 km², dân số năm 2010 là 56 người, mật độ 8 người/km².